# Coventry Transport Museum

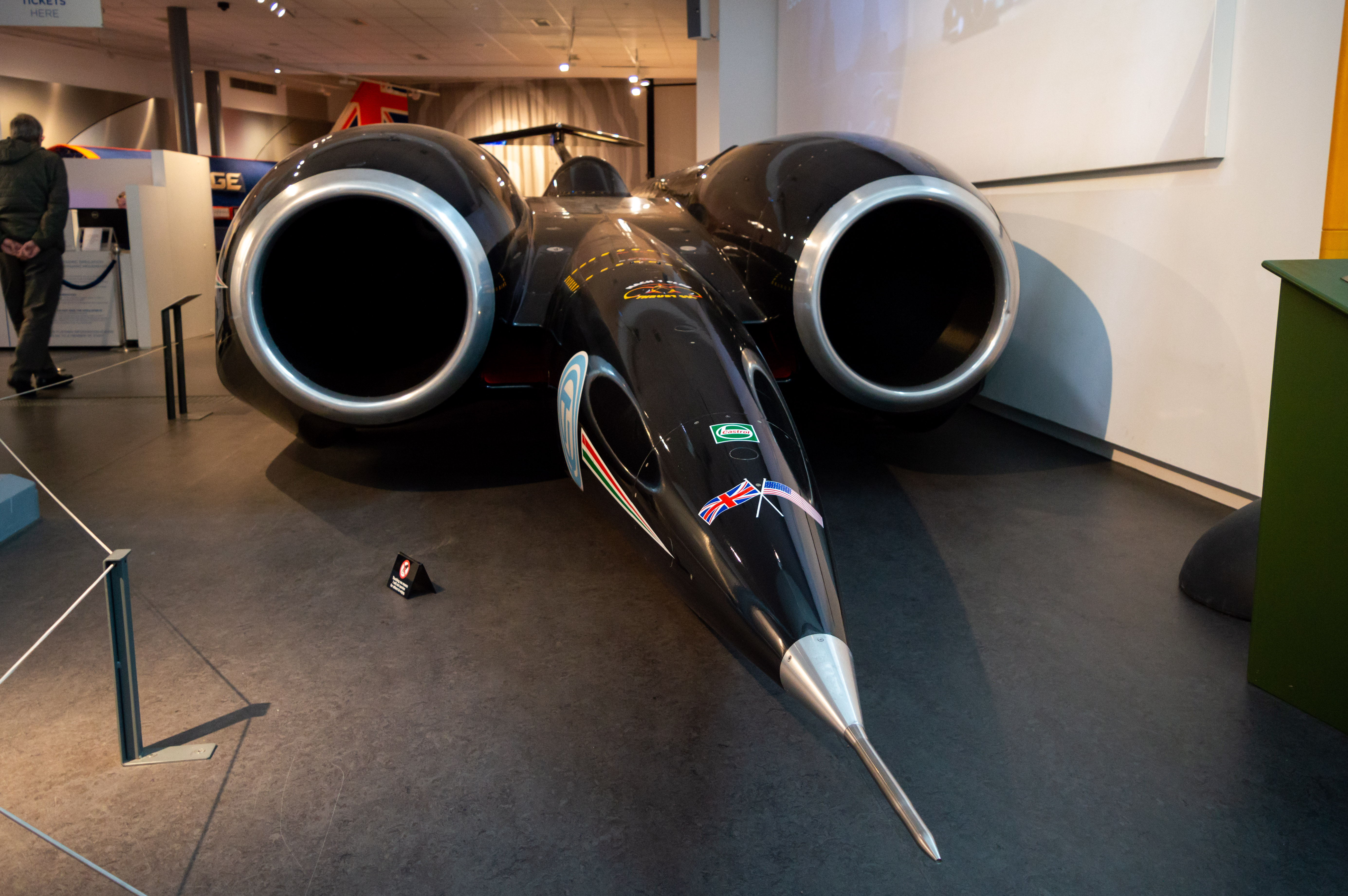
O ThrustSSC, recordista mundial de velocidade em terra, exposto no museu.

O Coventry Transport Museum (anteriormente denominado Museum of British Road Transport) é um museu situado em Coventry, no condado de West Midlands, Reino Unido, e dedicado à história do transporte no país, com ênfase na indústria automobilística local.
Aberto em 1980, reúne a maior coleção pública de veículos produzidos na Grã-Bretanha, abrangendo centenas de automóveis históricos, motociclos, bicicletas e veículos experimentais.
Entre as peças em exposição, destacam-se a motocicleta a vapor construída por Sylvester Howard Roper, considerada por muitos historiadores como o mais antigo exemplar conhecido de motocicleta; e os automóveis supersônicos Thrust2 (1983) e Thrust SSC (1997), detentores de recordes mundiais de velocidade em terra. Também fazem parte da coleção um veículo operado pelo marechal Bernard Law Montgomery durante a Segunda Guerra Mundial e automóveis que pertenceram a membros da família real britânica, como a rainha Maria de Teck e a Princesa Diana.
Em 2015, o edifício passou por obras de remodelação financiadas pelo National Lottery Heritage Fund, pelo Fundo Europeu de Desenvolvimento e por outros apoios institucionais, modernizando 12 das 14 galerias. O museu mantém exposições temporárias e realiza eventos sazonais, como o Vintage Sleigh Ride durante o período natalino.